# Altica jarmilae
Altica jarmilae es una especie de  coleóptero de la familia Chrysomelidae.
Fue descrita científicamente por primera vez en 1979 por Král.